# Raz-de-marée de 1825 en mer du Nord
Le raz-de-marée de 1825 en mer du Nord, également connu en Allemagne sous le nom de Große Halligflut, s'est déroulé du 3 au 5 février 1825, sur la côte de la mer du Nord. Il a particulièrement affecté les Pays-Bas et l'Allemagne et fait environ 800 victimes.

## Impact
La côte allemande est touchée dans le secteur des îles Hallig, où de nombreuses digues avaient déjà été endommagées en novembre de l'année précédente par une forte onde de tempête, et de la côte de la Frise orientale. Le village de Pellworm a été complètement inondé, ainsi que la ville d'Emden. Mais, parce que les digues avaient été rehaussées de façon significative dans de nombreux endroits sur la côte de Frise durant les années précédentes, le nombre de victimes — environ 200 — fut moindre qu'il aurait pu l'être.
Aux Pays-Bas, l'inondation de février 1825 est la plus importante catastrophe naturelle du XIXe siècle. La plupart des victimes et les dégâts les plus graves sont dans les provinces de Groningue, de Frise et d'Overijssel. L'événement a suscité une réaction sur le plan national aussi importante que l'inondation causée par la mer du Nord en 1953, mais après que les dommages furent réparés, aucune mesure politique ou de protection ne fut prise. Il a fallu attendre les inondations de 1953 pour qu'une loi soit votée, permettant le Plan Delta et des mesures de protection du littoral.
Au Danemark, des inondations se produisent également sur la côté méridionale de Jutland, nécessitant la création d'une digue et un nouveau polder. Les polders seront rebaptisés Polders Frédéric lors de la visite du roi Frédéric VI de Danemark à Højer, à cette occasion.